# Гунтерсблум
Гунтерсблум (нем. Guntersblum) — община в Германии, в земле Рейнланд-Пфальц. 
Входит в состав района Майнц-Бинген. Подчиняется управлению Гунтерсблум.  Население составляет 3744 человека (на 31 декабря 2010 года). Занимает площадь 16,71 км².